# Zasada jednego procenta

Wykres ukazujący proporcję odwiedzających, kontrybutorów (komentujących) oraz twórców w myśl zasady 1-9-90

Zasada jednego procenta – hipoteza bądź przekonanie, że w społeczności internetowej tylko 1% osób aktywnie tworzy nową zawartość, podczas gdy reszta (99%) tylko ją przegląda. Przekonanie to zostało spopularyzowane przez Bena McConnella oraz Jackie Hubę. Inny wariant tej teorii zakłada również proporcję 1-9-90, lub 1-10-89 (twórcy-komentujący-odwiedzający). Słowa takie jak lurk (obserwować) oraz lurker (obserwujący) powstały, żeby opisywać osoby, które wyłącznie odwiedzają poszczególne forum czy medium społecznościowe bez dokonywania interakcji ze społecznością.

## Przykłady
W pracy naukowej opisującej ruch na forach radykalnych ruchów dżihadystów z 2007 roku zawarto informację, że 87 procent zarejestrowanych użytkowników nie udzielało się w ogóle na takich forach, 13 procent dodało przynajmniej jednego posta, 5 procent dodało przynajmniej 50 postów oraz tylko 1 procent dodało co najmniej 500 postów. Inne badanie, Next Big Sound z 2013 roku, wskazało, że około 91 procent artystów muzycznych pozostaje nieodkrytych, w porównaniu do mainstreamowych twórców, którzy stanowią wyłącznie 1,1 procenta wszystkich artystów.
Częstym błędem jest uznawanie z góry, że zasada jednego procenta dotyczy całego internetu. Badanie przeprowadzone w 2012 roku przez BBC wskazało, że 77% Brytyjczyków korzystających z internetu deklaruje jakąkolwiek aktywność, 60% regularnie udostępnia zdjęcia czy rozpoczyna nową dyskusję, a 17% badanych deklaruje intensywną aktywność w sieci. Cztery lata wcześniej podobne badanie przeprowadzono na studentach w Chicago, gdzie 60,8% osób angażuje się w jakikolwiek sposób w internecie.